# Municipio de Hamilton (condado de Tioga)
El municipio de Hamilton (en inglés: Hamilton Township) es un municipio ubicado en el condado de Tioga en el estado estadounidense de Pensilvania. En el año 2000 tenía una población de 462 habitantes y una densidad poblacional de 16 personas por km².

## Geografía
El municipio de Hamilton se encuentra ubicado en las coordenadas 41°39′00″N 77°02′59″O / 41.65000, -77.04972.

## Demografía
Según la Oficina del Censo en 2000 los ingresos medios por hogar en la localidad eran de $26,563 y los ingresos medios por familia eran $33,750. Los hombres tenían unos ingresos medios de $24,583 frente a los $18,750 para las mujeres. La renta per cápita para la localidad era de $13,251. Alrededor del 10,7% de la población estaban por debajo del umbral de pobreza.